# پی‌ام ام۱۹۱۰
پی‌ام ام۱۹۱۰ (مسلسل ماکسیم مدل ۱۹۱۰) (به روسی: Пулемёт Максима образца 1910 года) یک مسلسل سنگین است که توسط ارتش امپراتوری روسیه در جنگ جهانی اول و ارتش سرخ در جنگ داخلی روسیه و جنگ جهانی دوم مورد استفاده قرار گرفت. بعدها این مسلسل در جنگ کره و جنگ ویتنام نیز به کار گرفته شد.

## تاریخچه
این مسلسل که بر مبنای مسلسل نامدار ماکسیم به شکل مسلح شونده با لگد (فشار باروت) در سال ۱۹۰۹ طراحی شده بود با استاندارد ۷٫۶۲×۵۴ میلی‌متری روسی، در سال ۱۹۱۰ وارد ارتش روسیه شد. پیش از این مسلسل‌های این ارتش به صورت دستی همانند چرخاندن یک دسته مسلح می‌شدند. در هنگام استفاده، این مسلسل بر روی دو چرخ چوبی قرار می‌گرفت و دارای یک سپر محافظتی بود. با وجود سنگینی و تعدد مهمات مورد نیاز، کاربرد این مسلسل مستلزم به‌کارگیری هفت تن بود که یکی از این افراد مسئولیت کنترل نوار فشنگ را عهده‌دار می‌شد. به جهت تولید گرمای بسیار زیاد هنگام شلیک همانند سایر نمونه‌های مسلسل ماکسیم، در تولید این مسلسل از محفظه ای از آب دور لوله آن استفاده شده بود تا این حرارت باعث ترک خوردگی یا تغییر شکل آن نشود. به همین جهت چند نفر مسئول تأمین آب مورد نیاز این محفظه می‌شدند. در برخی نمونه‌ها محفظه ای برای ریختن برف جهت خنک کردن مسلسل نیز قرار گرفته بود.
با توجه به سنگینی و عدم سهولت در حمل و نقل، این مسلسل بیشتر جهت مقاصد دفاعی طراحی شده بود اما با برخورداری از نواخت تیر بالا می‌توانست ورق را در هر نبردی به سود به کار برندگان آن برگرداند و با وجود ارابه آن (دو چرخ) حتی در جبهات متحرک نیز مورد استفاده قرار گیرد. با جدا کردن چرخ‌ها و جمع کردن پایه‌ها پی ام ام۱۹۱۰ می‌توانست حتی نقش سلاح ضدهوایی را نیز ایفا کند. در بسیاری از موارد کاربران با جدا کردن چرخ‌ها و سپر حفاظتی از سنگینی این مسلسل کاسته و علاوه بر متحرک تر نمودن آن، ظرفیت استرار نیز به آن می‌دادند.
ارتش امپراتوری با توجه به قابلیت اطمینان بالا در این مسلسل از آن در بدترین شرایط نبرد علیه امپراتوری آلمان در جنگ جهانی اول استفاده نمود تا این که در جنگ داخلی علیه خود روس‌ها مورد استفاده قرار گرفت که با شکست نیروهای تزاری به به قدرت رسیدن کمونیست‌ها و اتحاد جماهیر شوروی منجر شد. تولید این اسلحه در دوران حاکمیت کمونیست‌ها نیز ادامه پیدا کرد و با اعمال تغییرات گوناگون علاوه نمونه خنک شونده با هوا حتی در نیروی هوایی و دریایی نیز استفاده شد. در جریان حمله آلمان نازی به شوروی در سال ۱۹۴۱ با وجود غافلگیر شدن مدافعان و ضربه ای که تهاجم اولیه به ظرفیت صنعتی شوروی وارد کرد اما تولید و استفاده از این مسلسل در تمامی طول جنگ ادامه پیدا کرد به وجهی که تنها در سال ۱۹۴۲ بیش از ۵۵ هزار قبضه از آن تولید شد.
این مسلسل در سال ۱۹۴۳ توسط مسلسل گرینوف با همان چرخ‌ها و سپر محافظتی جایگزین شد اما تولید آن تا سال ۱۹۴۵ ادامه یافت.

## کاربران
- اتریش-مجارستان
- بلغارستان
- تایوان
- چین
- استونی
- فنلاند
- جمهوری دموکراتیک گرجستان
- مجارستان
- ایران
- کره شمالی
- لتونی
- مغولستان
- لهستان
- کره جنوبی
- امپراتوری روسیه
- جمهوری فدراتیو سوسیالیستی روسیه شوروی
- رومانی - از دهه ۱۹۴۰ تا حداقل ۱۹۷۰ میلادی
- جمهوری دوم اسپانیا
- اتحاد جماهیر شوروی
- سوریه
- ترکیه
- اوکراین
- ویتنام شمالی